# Léon-Gabriel Gros
Pour les articles homonymes, voir Gros.
Léon-Gabriel Gros est un poète et critique de poésie français, né le 12 avril 1905 aux Arcs-sur-Argens dans le Var, et mort le 29 juillet 1985 à Aix-en-Provence.
Littéraire, il fait son hypokhâgne au lycée Thiers de Marseille. Il contribue au journal Fortunio de Marcel Pagnol, et entame une licence d'anglais à l'Université d'Aix-Marseille.
Dans Raisons de vivre, Saint-Jean-du Désert, Corps glorieux (1945), Élégies augurales (1954), il a tenté de capter la  "Parole haletante comme les louves", 

Sa poésie, marquée par le surréalisme et l'influence de Pierre Jean Jouve, doit beaucoup également a son commerce avec les élisabéthains et les poètes métaphysiques anglais (John Donne), dont il est un excellent traducteur. On lui doit deux volumes d'études sur les Poètes contemporains (1944-1948). Il est journaliste à Marseille, qu'il n'a guère quitté depuis sa jeunesse.
L’Académie française lui décerne le prix Dumas-Millier en 1975 pour l'ensemble de son œuvre.

## Publications
- Fards pour notre jeunesse, frontispice de Gaston Pastré, Éditions Les Facettes, Toulon, 27 p., 1926.
- Raisons de vivre, Les Cahiers du Sud, Marseille, 1935.
- St Jean du Désert, Les Cahiers du Journal des poètes, coll. Série poétique, no 61, 69 p., 1939.
- Sept poëmes en marge, Éditions René Debresse, Cahiers de l'école de Rochefort, 4ème série, no 3, 8 p., 1942.
- Présentations de Poètes contemporains, Cahiers du Sud, Première série, 304 p., 1944. Réédition sous le titre Poètes contemporains,Éditions Sud, Marseille, 325 p., 1988.
- Corps glorieux, Éditions Robert Laffont,Paris-Marseille, 133 p., 1945.
- Poètes contemporains, Cahiers du Sud, Deuxième série, 247 p., 1951.
- Les élégies augurales, Cahiers du sud, 130 p., 1954.
- John Donne, Éditions Seghers, coll. Écrivains d'hier et d'aujourd'hui, no 15, 1964
- Phœnix, Éditions Sud, Marseille, 78 p., 1983.
- Expériences à la portée de tous, œuvre poétique complet, préface d'André Ughetto, Éditions Sud, Marseille, 327 p., 1986